# The Baffler
《The Baffler》是一本关于文化、政治和商业分析的杂志，于1988年由编辑托马斯·弗兰克和基思·怀特成立，总部设在伊利诺伊州的芝加哥，后于2010年迁至马萨诸塞州的剑桥、2016年迁至纽约市。该杂志的第一版有约12,000个订阅者。
截至2016年，该杂志及其文章多通过美国、加拿大和英国的书店发行。2016年后，读者也可在其网站上订阅电子或纸质期刊。

## 历史
该杂志最早由格雷格·莱恩出版，其座右铭是“the journal that blunts the cutting edge.”（意为「削弱尖端的期刊」），因批判商业文化和文化事业、揭露《纽约时报》上的蹩脚言论骗局而闻名。史蒂夫·阿尔宾尼发表了一篇文章《音乐的问题》（The Problem with Music），在其中揭露了独立摇滚乐盛世期间音乐事业的内部运作。
该杂志促进了托马斯·弗兰克、安娜·玛丽·考克斯和里克·佩尔斯坦等多位作家的事业发展。

### 刊物
该杂志一年一期，后渐趋频繁；2001年4月25日，杂志办公室毁于大火后，该杂志的发行频率减缓。之后，该杂志得重整，其发行周期更加规律、频繁。该杂志分销渠道诸多（可作为书也可作为杂志）；除ISSN外，每期刊物（除去第一期外）皆有一个独立的国际标准书号。

### 重整
2009年，创始编辑弗兰克决定重整该杂志。2010年，《The Baffler》第二卷第一期（总第18期）问世。其出版商、编辑和设计均不同于以往。2011年，总部迁至剑桥，约翰·萨默斯（John Summers）接任了编辑，并与麻省理工学院出版社签订了出版合同，经重新设计后每年出版三次。2014年，合同终止。2016年，该杂志转为一季度一期，并将总部迁至纽约市。同年，萨默斯退出总部，编辑工作由克里斯·莱曼接管。2017年，该杂志与西班牙独立在线出版物《CTXT》开始了一项协作编辑协议。